# 布鲁诺·孔蒂
布鲁诺·孔蒂（義大利語：Bruno Conti，1955年3月13日—），意大利男子足球运动员，场上位置是翼锋。他曾代表意大利国家队参加1982年和1986年国际足联世界杯，其中1982年世界杯获得冠军。